# Копорулиха
 Копорулиха  — деревня в Юринском районе Республики Марий Эл. Входит в Марьинское сельское поселение.

## География
Находится в юго-западной части республики Марий Эл на расстоянии приблизительно 39 км по прямой на север-северо-запад от районного центра посёлка Юрино.

## История
Была основана в XIX веке. Название связано с изготовлявшимися здесь когда-то лопатками, которыми счищают землю с сошников. В начале XX века в деревне было 79 дворов, в которых проживали 240 человек, все русские. В 1925 году в деревне было 99 хозяйств, в которых проживали 533 человека, а в 1929 году — 101 и 538. В 1938 году в состав деревни вошло соседнее село Никольское. В советское время работал колхоз «Красная Звезда», «Красный Октябрь», совхоз «Ветлужский». В 1974 году в деревне было 96 хозяйств, в которых проживали 256 человек.

## Население
Постоянное население составляло 115 человек (русские 99 %) в 2002 году, 86 в 2010.